# José Honório Rodrigues

José Honório Rodrigues tomando posse como diretor do Arquivo Nacional.

José Honório Rodrigues (Rio de Janeiro, 20 de setembro de 1913 — Rio de Janeiro, 6 de abril de 1987) foi um advogado, historiador e escritor brasileiro. Notabilizou-se, sobretudo, pelas suas publicações acerca da história da historiografia brasileira.

## Biografia

### Primeiro anos e formação
José Honório Rodrigues nasceu no ano de 1913, na cidade do Rio de Janeiro enquanto a cidade ainda era capital federal do Brasil.
Rodrigues graduou-se no curso de Direito na Faculdade Nacional de Direito (FND) vinculado a Universidade Federal do Rio de Janeiro (UFRJ) no ano de 1937.
O seu primeiro trabalho de relevância foi Civilização Holandesa no Brasil, publicado em 1940, em coautoria com Joaquim Ribeiro - livro que receberia o Prêmio de Erudição da Academia Brasileira de Letras (ABL). No biênio de 1943 e 1944, patrocinado com uma bolsa de estudos pela Fundação Rockefeller, residiu e pesquisou nos Estados Unidos, onde também frequentou cursos acadêmicos na Universidade Columbia. Data desta época o seu interesse pelo estudo da história da historiografia brasileira, que o acompanharia ao longo de toda a sua trajetória profissional.

### Carreira
Depois do seu retorno ao Brasil, ingressou nos quadros do Instituto Nacional do Livro. Entre os ano de 1946 e 1958, foi diretor da Seção de Publicações e Obras Raras da Biblioteca Nacional do Brasil (BN).
No ano de 1958, recebeu o cargo de diretor do Arquivo Nacional (AN), o qual ocuparia até 1964. Paralelamente a essas funções, exerceu ainda, entre os anos de 1948 de 1951, o cargo de diretor da Seção de Pesquisas do Instituto Rio Branco (IRBr). Ao longo da sua carreira, foi professor em diversas instituições de ensino superior e programas de pós-graduação no Rio de Janeiro: Pontifícia Universidade Católica do Rio de Janeiro (PUC-Rio), professor de Pós-Graduação na Universidade Federal Fluminense (UFF) e de Doutorado da Universidade Federal do Rio de Janeiro. Foi, ademais, professor visitante em diversas universidades estadunidenses.
Foi membro da Academia Brasileira de Letras, do Instituto Histórico e Geográfico Brasileiro (IHGB), da Academia Portuguesa da História (APH), da American Historical Association (Estados Unidos), da Royal Academy of History (Inglaterra) e da Sociedade Histórica de Utrecht (Países Baixos).

## Morte
Rodrigues morreu na cidade do Rio de Janeiro, no dia 6 de abril de 1987 aos setenta e três anos, no Hospital Samaritano localizado no bairro do Botafogo vitimado por insuficiências cardíaca e respiratória. Sua morte causou enorme comoção. Na matéria do Jornal do Brasil sobre sua morte, recebeu elogios e lamentações de personalidades como Arnaldo Niskier, Israel Bloch, Celina Moreira Franco, Austregésilo de Athayde e Hélio Silva.
Após o seu falecimento, Lêda Boechat Rodrigues, esposa e companheira intelectual de Rodrigues, foi responsável por coordenar, organizar os arquivos e publicar as obras que ainda não haviam sido publicadas.

## Legado
Dada toda sua carreira, Rodrigues é considerado um dos mais conceituados historiadores brasileiros. Colaborou no Programa de História da América, promovido pelo Instituto Pan-Americano de Geografia e História, de que resultaram três séries de publicações universitárias e um livro conjunto para o ensino de História da América. Participou dos debates de várias reuniões e sua colaboração está no livro Brasil. Período colonial (1953). Foi conferencista em várias universidades brasileiras e norte-americanas e, entre 1956 e 1964, na Escola Superior de Guerra, onde se graduou.
(...) Esse despertar fez com que eu tentasse nas minhas obras seguintes encontrar sempre uma explicação em fato histórico passado para problemas da atualidade (...)— José Honório Rodrigues

## Prêmios
Recebeu o Prêmio Clio de Historiografia da Academia Paulista de Letras (1980), Prêmio de História do Instituto Nacional do Livro (1980) e a Medalha do Congresso Nacional (1980).

## Obras
- 1940 - Civilização holandesa no Brasil
- 1949 - Teoria da História do Brasil: introdução metodológica
- 1954 - O continente do Rio Grande
- 1962 - Aspirações Nacionais
- 1964 - Brasil e África: Outro Horizonte
- 1965 - Conciliação e reforma no Brasil: um desafio histórico-cultural
- 1965 - História e historiadores do Brasil
- 1966 - Vida e história
- 1970 - História e historiografia
- 1976 - Independência: revolução e contra-revolução, 5 volumes.
- 1976 - História, corpo do tempo
- 1978 - O Conselho de Estado. O Quinto Poder?
- 1979 - História da História do Brasil. 1.ª Parte: A historiografia colonial.

## Academia Brasileira de Letras
Foi o terceiro ocupante da cadeira 35, que tem como patrono Aureliano Tavares Bastos. Foi eleito em 4 de setembro de 1969, na sucessão de Rodrigo Otávio Filho, e recebido pelo acadêmico Barbosa Lima Sobrinho em 5 de dezembro de 1969.